# Nissa FC
Nissa FC (wł. Nissa Football Club) – włoski klub piłkarski, mający siedzibę w mieście Caltanissetta, na Sycylii, grający w sezonie 2024/25 w rozgrywkach Serie D.

## Historia
Chronologia nazw:
- 1929: Unione Sportiva Nissena
- 1944: SPAL Caltanissetta
- 1946: Associazione Calcio Caltanissetta
- 1947: Unione Sportiva Nissena – po reorganizacji
- 1960: klub rozwiązano
- 1960: Associazione Calcio Caltanissetta
- 1962: klub rozwiązano
- 1962: Nissa Sport Club
- 1992: klub rozwiązano
- 1992: Unione Sportiva Nissa – po reorganizacji AC Caltanissetta
- 1999: klub rozwiązano
- 1999: Nissa Football Club – po fuzji Sommatino i Nissena 1996
- 2005: Unione Sportiva Dilettantistica Nissa Football Club Associazione Sportiva Dilettantistica
- 2013: klub rozwiązano
- 2013: Sporting Club Nissa Associazione Sportiva Dilettantistica – po reorganizacji Sporting Club Nissa
- 2014: Associazione Sportiva Dilettantistica Sport Club Nissa 1962
- 2017: klub rozwiązano
- 2017: Nissa Football Club
- 2020: Nissa Football Club – po fuzji z Sporting ValloneKlub sportowy US Nissena został założony w miejscowości Caltanissetta w 1929 roku[1]. Początkowo zespół rozgrywał mecze towarzyskie. Dopiero w 1931 dołączył do FIGC i w sezonie 1931/32 debiutował w rozgrywkach Terza Divisione Sicilia (D5). W 1932 został promowany o dwie klasy wyżej do Prima Divisione. W 1935 roku po wprowadzeniu Serie C klub został zakwalifikowany do Serie C. W sezonie 1936/37 klub nie uczestniczył w żadnych mistrzostwach, a w sezonie 1937/38 startował w Prima Divisione Sicilia. Sezon 1940/41 znów został wykreślony z działalności klubu, a w sezonie 1941/42 chociaż zajął ostatnie, 7. miejsce w Prima Divisione Sicilia, to otrzymał promocję do Serie C. W 1943 roku na terenie Włoch rozpoczęto działania wojenne II wojny światowej, wskutek czego mistrzostwa 1943/44 zostały odwołane. Od grudnia 1944 do czerwca 1945 zespół z nazwą SPAL Caltanissetta brał udział w lokalnych mistrzostwach Sycylii.

Po zakończeniu II wojny światowej, klub wznowił działalność w 1946 roku i z nazwą AC Caltanissetta został zakwalifikowany do Prima Divisione Sicilia. 28 sierpnia 1947 roku został odrodzony klub z historyczną nazwą US Nissena, który dołączył do Serie C. W 1948 roku w wyniku reorganizacji systemu lig zespół został zdegradowany do Promozione (D4), ale po dwóch latach wrócił do Serie C. W 1952 roku w wyniku kolejnej reorganizacji systemu lig klub spadł do IV Serie. W 1956 został zdegradowany do Promozione Sicilia, która w 1957 zmieniła nazwę na Campionato Siculo, a w 1959 na Prima Categoria Sicilia. Po zakończeniu sezonu 1959/60 klub został wykluczony z mistrzostw i następnie rozwiązany ze względu na bankructwo.
W 1960 inny miejski klub o nazwie AC Caltanissetta został głównym klubem miasta i startował w rozgrywkach Prima Categoria Sicilia (D5), ale w sezonie 1961/62 został ukarany 14 punktami dyskwalifikowany za wystawienie niezarejestrowanego piłkarza. Do następnych mistrzostw klub już nie przystąpił i został rozwiązany.
26 września 1962 powstał nowy klub o nazwie Nissa SC, który rozpoczął występy w regionalnych mistrzostwach Seconda Categoria Sicilia (D6). W 1963 zespół awansował do Prima Categoria Sicilia, a w 1967 do Serie D. W 1972 został zdegradowany do Promozione Sicilia. Przed rozpoczęciem sezonu 1978/79 Serie C została podzielona na dwie dywizje: Serie C1 i Serie C2, wskutek czego poziom Promozione został obniżony do szóstego stopnia. W 1979 klub znów otrzymał promocję Serie D, która w 1981 została przemianowana na Campionato Interregionale. W 1984 zespół awansował do Serie C2, ale w 1987 spadł z powrotem do Campionato Interregionale. W 1989 spadł na rok do Promozione Sicilia. W sezonie 1991/92 klub zajął 14.miejsce w grupie L Campionato Interregionale, po przegranych barażach play-off został zdegradowany do Eccellenza Sicilia i następnie ogłosił upadłość.
Latem 1992 klub AC Caltanissetta, który występował w Promozione Sicilia, przyjął nazwę US Nissa. Przed rozpoczęciem sezonu 1992/93 w wyniku repasaży klub został promowany do Eccellenza Sicilia. W 1995 klub awansował do Campionato Nazionale Dilettanti, ale po roku wrócił do Eccellenza Sicilia. Przed rozpoczęciem sezonu 1998/99 zespół zrezygnował z dalszych występów i potem nie uczestniczył w żadnych rozgrywkach ligowych. 
Po roku bezczynności, w wyniku połączenia klubów Sommatino i Nissena 1996 w 1999 roku został utworzony Nissa FC. Nowy zespół zarejestrował się w mistrzostwach Promozione Sicilia. W 2000 uzyskał awans do Eccellenza Sicilia. W 2005 klub zmienił nazwę na USD Nissa FC ASD. W 2008 klub otrzymał promocję do Serie D. Po zakończeniu sezonu 2012/13, w którym zajął 18.miejsce w grupie I Serie D i został zdegradowany do Eccellenza Sicilia, klubowi nie udało się zapłacić wniosek na mistrzostwa i 8 sierpnia 2013 oficjalnie ogłosił, że został wykluczony z regionalnych mistrzostw Eccellenza, a następnie został rozwiązany.
Kilka miesięcy później, w 2013 roku amatorski klub Sporting Club Nissa został przekształcony w Sporting Club Nissa ASD i startował w Seconda Categoria Sicilia. W 2014 zespół awansował do Prima Categoria Sicilia, po czym zmienił nazwę na ASD Sport Club Nissa 1962. Przed rozpoczęciem sezonu 2014/15 wprowadzono reformę systemy lig, wskutek czego Prima Categoria została promowana do siódmego poziomu. W 2015 klub awansował do Promozione Sicilia, a w następnym roku do Eccellenza Sicilia. W 2017 klub spadł z powrotem do Promozione Sicilia, a następnie podjął decyzję o pozostaniu zrzeszonym w FIGC dla wyłącznej działalności sektora młodzieżowego, rezygnując z występów w mistrzostwach.
W 2017 roku klub został reaktywowany jako Nissa FC i rozpoczął występy w Terza Categoria Caltanissetta (D9). W 2018 klub uzyskał tytuł sportowy Prima Categoria Sicilia od stowarzyszenia sąsiedniej gminy. W 2019 w wyniku repasaży został promowany do Promozione Sicilia. W sezonie 2019/20 zajął 7.miejsce w grupie A Promozione Sicilia. W 2020 do klubu dołączył Sporting Vallone di Campofranco, który występował w Eccellenza Sicilia, wskutek czego otrzymał awans do piątej ligi.

## Barwy klubowe, strój
|  |  |  |

Klub ma barwy biało-żółto-czerwone. Zawodnicy domowe spotkania zazwyczaj grają w białych koszulkach, czarnych spodenkach oraz czarnych getrach.

## Sukcesy

### Trofea międzynarodowe
Nie uczestniczył w rozgrywkach europejskich (stan na 31-05-2020).

### Trofea krajowe
| \| \| Zdobyte trofea w rozgrywkach Włoch (stan na: 31-08-2020) \| |                                                          |      |          |
| Rozgrywki                                                         | Osiągnięcie                                              | Razy | Sezon(y) |
| · Mistrzostwo                                                     | I miejsce                                                | 0    |          |
| · Mistrzostwo                                                     | II miejsce                                               | 0    |          |
| · Mistrzostwo                                                     | III miejsce                                              | 0    |          |
| · Puchar                                                          | zdobywca                                                 | 0    |          |
| · Puchar                                                          | finalista                                                | 0    |          |
| · Puchar                                                          | 1/32 finału                                              | 1    | 1935/36  |
| II liga                                                           | I miejsce                                                | 0    |          |
| II liga                                                           | II miejsce                                               | 0    |          |
| II liga                                                           | III miejsce                                              | 0    |          |
| Włochy                                                            | Zdobyte trofea w rozgrywkach Włoch (stan na: 31-08-2020) |      |          |

- Serie C (D3):
  - wicemistrz (1x): 1935/36 (D)

## Struktura klubu

### Stadion
Klub piłkarski rozgrywa swoje mecze domowe na Stadio Marco Tomaselli, w mieście Caltanissetta o pojemności 11 950 widzów.

### Derby
- Akragas 2018
- AS Canicattì
- Enna Calcio
- Licata Calcio
- Mazara Calcio
- ACR Messina
- ASD Siracusa
- Trapani Calcio